# Rhys Healey
Rhys James Evitt-Healey (Manchester, 6 dicembre 1994) è un calciatore inglese, attaccante dell'Huddersfield Town.

## Carriera
Nel 2009 inizia a giocare nella formazione Under-16 dei Connah's Q.N., club della prima divisione gallese. Nel corso della stagione 2011-2012, non ancora maggiorenne, esordisce in prima squadra, nella seconda divisione gallese; con 3 reti in 10 presenze contribuisce alla vittoria del campionato, con conseguente promozione in prima divisione, categoria nella quale esordisce nella stagione 2012-2013, all'età di 18 anni, segnando 12 reti in 19 presenze: nel gennaio del 2013, complici le sue buone prestazioni, viene acquistato a titolo definitivo dai gallesi del Cardiff City, militanti nella prima divisione inglese. Fa il suo esordio con il club solamente nella stagione successiva, subentrando dalla panchina a Craig Bellamy nella partita di Premier League persa in casa per 2-1 contro il Chelsea l'11 maggio 2014.
Il 19 settembre 2014 lascia il Cardiff City, appena retrocesso in seconda divisione, per andare in prestito fino al 20 dicembre dello stesso anno al Colchester Utd, in terza divisione. Il suo esordio con la nuova maglia avviene nella partita di campionato del 27 settembre 2014 vinta per 3-0 sul campo del Crewe Alexandra, nella quale subentra dalla panchina e realizza anche una rete, a cui fa seguito una seconda rete nel turno successivo di campionato, conclusosi il 4 ottobre con una sconfitta per 4-2 sul campo del Preston N.E.. Nei mesi seguenti, avendo un bilancio di 10 presenze e 4 reti, il Colchester United riesce ad ottenere dal Cardiff City un prolungamento del prestito fino al termine della stagione: il 19 marzo 2015, però, dopo ulteriori 7 presenze senza nessuna rete, il Cardiff City lo richiama dal prestito con l'intenzione di mandarlo in prestito al Newport County, club di quarta divisione, per trovare maggiore spazio; il trasferimento viene però bloccato dalla FIFA, e così il successivo 2 aprile Healey torna in prestito per l'ultimo mese di stagione al Colchester United, con cui gioca ulteriori 4 partite in terza divisione. Il 1º settembre 2015 viene nuovamente ceduto in prestito, questa volta in Scozia al Dundee, club di prima divisione, fino al 7 gennaio 2016; durante la sua permanenza con i Dark Blues trova però poco spazio, segnando una rete in 7 presenze in campionato e terminando poi la stagione al Cardiff City, con cui nella seconda metà della stagione non gioca però nessuna partita ufficiale; il 31 agosto 2016 viene invece ceduto in prestito (con una scadenza del medesimo il 3 gennaio 2017) al Newport County, club in cui riesce quindi a trasferirsi ad un anno e mezzo di distanza dal mancato prestito del marzo del 2015; la sua esperienza con gli Exiles inizia subentrando dalla panchina a Jon Parkin nella partita di campionato pareggiata per 2-2 in casa contro il Cheltenham Town il 10 settembre 2016, mentre la sua prima rete con il club arriva il successivo 24 settembre nella sconfitta casalinga per 2-1 contro il Cambridge Utd. Complessivamente totalizza 6 reti in 17 partite di campionato (in quarta divisione) oltre ad una rete in 4 presenze in FA Cup.
Nel gennaio del 2017 torna per fine prestito al Cardiff City, con cui a distanza di quasi tre anni dalla sua unica presenza ufficiale nel club torna a disputare degli incontri di campionato: il 21 gennaio, subentrando dalla panchina al posto di Junior Hoilett, realizza anche il suo primo (e che resterà anche unico) gol in partite ufficiali con il Cardiff City, decidendo la sfida di campionato vinta dai Bluebirds per 1-0 in casa contro il Burton Albion; nel prosieguo della stagione gioca poi ulteriori 6 partite nella seconda divisione inglese, senza però segnare ulteriori gol. Tra queste presenze due sono da titolare, e nella seconda di esse, il 18 febbraio 2017, subisce un infortunio ad un ginocchio che lo tiene lontano dal campo per nove mesi: torna infatti in campo solamente il 26 dicembre 2017, subentrando a Loïc Damour nella partita del campionato di seconda divisione persa per 4-2 in casa contro il Fulham; subito dopo l'infortunio, firma tra l'altro un nuovo contratto della durata di due anni e mezzo (ovvero fino al termine della stagione 2019-2020) con il Cardiff City. Nella stagione 2017-2018 gioca poi ulteriori 4 partite con il Cardiff City (2 in campionato e 2 in FA Cup), per poi nel marzo del 2018 venire ceduto in prestito fino a fine stagione al Torquay Utd, club di National League (quinta divisione e massimo livello del campionato inglese al di fuori della Football League), per trovare maggiore continuità di impiego. Nei suoi due mesi in squadra gioca 8 partite di campionato e mette a segno 6 reti, tra le quali anche una tripletta nella sconfitta per 4-3 in casa contro il Guiseley il 24 aprile 2018, insufficienti ad evitare la retrocessione del club in sesta divisione. Il 24 agosto 2018 viene nuovamente ceduto in prestito, per la sesta volta dal suo arrivo a Cardiff: questa volta passa fino al gennaio del 2019 ai 
MK Dons, club di quarta divisione; realizza la sua prima rete con la nuova maglia il 4 settembre 2018, nel pareggio casalingo per 3-3 contro il Peterborough Utd nella fase a gironi di Football League Trophy. Termina il prestito con un bilancio totale di 8 reti in 18 partite di campionato, ed una presenza in ciascuna delle tre coppe nazionali inglesi (FA Cup, Coppa di Lega e Football League Trophy). Nel gennaio del 2019 torna quindi al Cardiff City: qui, nel resto della stagione 2018-2019 gioca 3 partite senza mai segnare in prima divisione.
Il 16 luglio 2019 viene ceduto a titolo definitivo ai Milton Keynes Dons, che nel frattempo erano stati promossi in terza divisione dopo aver concluso il precedente campionato al terzo posto in classifica; il 10 agosto 2019, alla sua prima partita dal ritorno nel club, realizza la rete del definitivo 1-0 nella partita di campionato vinta per 1-0 in casa contro lo Shrewsbury Town. Nel complesso, chiude la stagione (ridotta per via della pandemia di COVID-19) con 11 reti in 19 partite di campionato ed una rete nell'unica presenza stagionale in Coppa di Lega, grazie ai quali è il capocannoniere stagionale del club. Il 27 agosto 2020 viene ceduto a titolo definitivo al Tolosa, club della seconda divisione francese. Nella stagione 2020-2021 mette a segno 15 reti in 32 partite di campionato, alle quali aggiunge anche 3 presenze ed una rete nei play-off, al termine dei quali il Tolosa, terzo classificato in Ligue 2, perde nello spareggio contro il Nantes terzultimo classificato in prima divisione; Healey rimane poi al Tolosa anche per la stagione 2021-2022, sempre in seconda divisione: in questa annata contribuisce con 20 reti in 32 presenze alla vittoria del campionato, con conseguente promozione in prima divisione del club provenzale. In questa stagione è inoltre capocannoniere della seconda divisione francese. Nella stagione seguente vince la Coppa di Francia, ma in Ligue 1 gioca solamente 4 partite (nelle quali segna peraltro 2 reti) principalmente a causa della rottura del legamento crociato del ginocchio sinistro che lo colpì nell'agosto 2022.
Il 21 giugno 2023 fa ritorno in Inghilterra siglando un contratto biennale, con decorrenza dal 1º luglio seguente, con il Watford, club di seconda divisione.
Dopo poco più di sei mesi, il 19 gennaio 2024, dopo aver segnato 2 gol in 13 partite in tutte le competizioni con il Watford, passa a titolo definitivo all'Huddersfield Town, club militante sempre in Football League Championship, firmando un contratto valevole fino all'estate del 2026. Conclude la stagione con altre 2 reti in 11 presenze in seconda divisione, restando poi nel club anche per la stagione 2024-2025, disputata in terza divisione, nella quale rimane però ai margini della rosa, segnando un solo gol in 9 partite di campionato giocate (più anche un gol in 2 presenze nel Football League Trophy), anche a causa di alcuni infortuni che ne limitano l'impiego.

## Statistiche

### Presenze e reti nei club
Statistiche aggiornate al 27 aprile 2024.
| Stagione                    | Squadra                     | Campionato                  | Campionato | Campionato | Coppe nazionali | Coppe nazionali | Coppe nazionali | Coppe continentali | Coppe continentali | Coppe continentali | Altre coppe | Altre coppe | Altre coppe | Totale | Totale |
| Stagione                    | Squadra                     | Comp                        | Pres       | Reti       | Comp            | Pres            | Reti            | Comp               | Pres               | Reti               | Comp        | Pres        | Reti        | Pres   | Reti   |
| --------------------------- | --------------------------- | --------------------------- | ---------- | ---------- | --------------- | --------------- | --------------- | ------------------ | ------------------ | ------------------ | ----------- | ----------- | ----------- | ------ | ------ |
| 2011-2012                   | Connah's Q.N.               | CA                          | 10         | 3          | CG              | 2               | 2               | -                  | -                  | -                  | -           | -           | -           | 12     | 5      |
| 2012-gen. 2013              | Connah's Q.N.               | PL                          | 19         | 12         | CG+CdL          | 0+2             | 0+2             | -                  | -                  | -                  | -           | -           | -           | 21     | 14     |
| Totale Connah's Quay Nomads | Totale Connah's Quay Nomads | Totale Connah's Quay Nomads | 29         | 15         |                 | 4               | 4               |                    | -                  | -                  |             | -           | -           | 33     | 19     |
| gen.-giu. 2013              | Cardiff City                | FLC                         | 0          | 0          | FACup+CdL       | -               | -               | -                  | -                  | -                  | -           | -           | -           | 19     | 12     |
| 2013-2014                   | Cardiff City                | PL                          | 1          | 0          | FACup+CdL       | 0               | 0               | -                  | -                  | -                  | -           | -           | -           | 1      | 0      |
| lug.-set. 2014              | Cardiff City                | FLC                         | 0          | 0          | FACup+CdL       | - + 0           | - + 0           | -                  | -                  | -                  | -           | -           | -           | 0      | 0      |
| set. 2014-2015              | Colchester Utd              | FL1                         | 21         | 4          | FACup+CdL       | 1+ -            | 0 + -           | -                  | -                  | -                  | FLT         | 1           | 0           | 23     | 4      |
| lug.-set. 2015              | Cardiff City                | FLC                         | 0          | 0          | FACup+CdL       | 0               | 0               | -                  | -                  | -                  | -           | -           | -           | 0      | 0      |
| set.-nov. 2015              | Dundee                      | PL                          | 7          | 1          | CS+CdL          | 0               | 0               | -                  | -                  | -                  | -           | -           | -           | 7      | 1      |
| nov. 2015-2016              | Cardiff City                | FLC                         | 0          | 0          | FACup+CdL       | -               | -               | -                  | -                  | -                  | -           | -           | -           | 0      | 0      |
| lug.-ago. 2016              | Cardiff City                | FLC                         | 0          | 0          | FACup+CdL       | 0               | 0               | -                  | -                  | -                  | -           | -           | -           | 0      | 0      |
| ago. 2016-gen. 2017         | Newport County              | FL2                         | 17         | 6          | FACup+CdL       | 4 + -           | 1 + -           | -                  | -                  | -                  | FLT         | 2           | 0           | 23     | 7      |
| gen.-giu. 2017              | Cardiff City                | FLC                         | 7          | 1          | FACup+CdL       | -               | -               | -                  | -                  | -                  | -           | -           | -           | 7      | 1      |
| 2017-mar. 2018              | Cardiff City                | FLC                         | 3          | 0          | FACup+CdL       | 2+0             | 0               | -                  | -                  | -                  | -           | -           | -           | 5      | 0      |
| mar.-giu. 2018              | Torquay Utd                 | NL                          | 8          | 6          | FACup           | -               | -               | -                  | -                  | -                  | FAT         | -           | -           | 8      | 6      |
| lug.-ago. 2018              | Cardiff City                | PL                          | 0          | 0          | -               | FACup+CdL       | -               | -                  | -                  | -                  | -           | -           | -           | 7      | 1      |
| ago. 2018-gen. 2019         | MK Dons                     | FL2                         | 18         | 8          | FACup+CdL       | 1+1             | 0               | -                  | -                  | -                  | FLT         | 1           | 1           | 21     | 9      |
| gen.-giu. 2019              | Cardiff City                | PL                          | 3          | 0          | FACup+CdL       | 0               | 0               | -                  | -                  | -                  | -           | -           | -           | 3      | 0      |
| Totale Cardiff City         | Totale Cardiff City         | Totale Cardiff City         | 14         | 1          |                 | 2               | 0               |                    | -                  | -                  |             | -           | -           | 16     | 1      |
| 2019-2020                   | MK Dons                     | FL1                         | 19         | 11         | FACup+CdL       | 0+1             | 0+1             | -                  | -                  | -                  | FLT         | 1           | 0           | 21     | 12     |
| Totale MK Dons              | Totale MK Dons              | Totale MK Dons              | 37         | 19         |                 | 3               | 1               |                    | -                  | -                  |             | 2           | 1           | 42     | 21     |
| 2020-2021                   | Tolosa                      | L2                          | 32+3       | 14+1       | CF              | 1               | 0               | -                  | -                  | -                  | -           | -           | -           | 36     | 15     |
| 2021-2022                   | Tolosa                      | L2                          | 32         | 20         | CF              | 5               | 2               | -                  | -                  | -                  | -           | -           | -           | 37     | 22     |
| 2022-2023                   | Tolosa                      | L1                          | 4          | 2          | CF              | 0               | 0               | -                  | -                  | -                  | -           | -           | -           | 4      | 2      |
| Totale Tolosa               | Totale Tolosa               | Totale Tolosa               | 68+3       | 36+1       |                 | 6               | 2               |                    | -                  | -                  |             | -           | -           | 77     | 39     |
| 2023-gen.2024               | Watford                     | FLC                         | 11         | 2          | FACup+CdL       | 1+1             | 0               | -                  | -                  | -                  | -           | -           | -           | 13     | 2      |
| gen.-giu.2024               | Huddersfield Town           | FLC                         | 10         | 3          | FACup+CdL       | 0+0             | 0               | -                  | -                  | -                  | -           | -           | -           | 10     | 3      |
| Totale carriera             | Totale carriera             | Totale carriera             | 225        | 94         |                 | 22              | 8               |                    | -                  | -                  |             | 5           | 1           | 252    | 103    |

## Palmarès

### Club

#### Competizioni nazionali
- Cymru Alliance: 1

Connah's Quay Nomads: 2011-2012
- Campionato inglese di seconda divisione: 1

Cardiff City: 2012-2013
- Ligue 2: 1

Tolosa: 2021-2022
- Coppa di Francia: 1

Tolosa: 2022-2023

### Individuale
- Capocannoniere della Ligue 2: 1

2021-2022 (20 gol)